# Christoph Schindler (Geistlicher)
Christoph Schindler (* 31. Juli  1596 in Schneeberg; † 3. Juni 1669 ebenda) war ein deutscher evangelischer Geistlicher, Theologe und Jurist.

## Leben
Schindler besuchte zunächst die Lateinschule in Schneeberg. 1612 konnte er nach Nürnberg zu Bekannten seiner Mutter übersiedeln und die Sebaldusschule besuchen. 1613 und 1614 war er Student an der Universität Altdorf und anschließend eineinhalb Jahre an der Universität Leipzig. Seine schlechte finanzielle Lage zwang ihn jedoch dann zunächst eine Hauslehrerstelle in Halle an der Saale anzunehmen. Er wurde Musiker am Hofe von Markgraf Georg Wilhelm von Brandenburg. Dort verblieb er nur kurz, ging dann nach Prag. Dort wurde er Student der Rechtswissenschaften an der Prager Universität. Aufgrund seiner Stellung als Informator hatte er die Möglichkeit eine Menge deutscher Städte zu bereisen, darunter Augsburg, Ulm, Regensburg, München, Ingolstadt, Speyer, Straßburg, Heidelberg und Amberg.
Schindler war zu Beginn des Dreißigjährigen Krieges ein beliebter Advokat in Prag. Zugleich war er weiter auf eine Laufbahn in kirchlichen Ämtern aus. Er studierte daher in Prag Theologie und wurde anschließend dort Lehrer. Am 14. Januar 1620 wurde er zum Diakonus an der Stadtkirche in Außig erwählt und zog deshalb dorthin. Er musste jedoch bereits nach kurzer Zeit wieder aus Außig fliehen. Schindler kehrte in seine Heimat Schneeberg zurück und bemühte sich in der Umgebung um eine neue, im entsprechende Anstellung. Am 27. Oktober 1622 übernahm er das Amt des Diakons in Frauenstein. Ab 1626 war er Pfarrer in Clausnitz, dann ab 1635, nach einer Versetzung auf eigenen, kriegsbedingten Wunsch, in Wolkenstein.
Am 8. Juni 1645 wurde Schindler schließlich Pfarrer in Schneeberg, als Nachfolger seines Schwiegervaters Fabian Heyde. In diesem Amt verblieb er bis zu seinem Tod. Er war unter anderem für seine herausragende Fähigkeit zu predigen bekannt.

## Trivia
Das in Schneeberg zu dieser Zeit sehr geläufige Sprichwort „Toffel, das gilt dir auch mit“ geht auf Schindler zurück.

## Publikationen
- Liberorum Dimissio & Redditio. Frommer Kinder Abfertigung und Ersetzung: Aus Baruchs Worten/ Cap. 4. v. 23. Bey trauriger Leichen-Begängnüß: Christophori: Des Ehrn-Vesten/ Hoch-Achtbarn und Hoch-Gelahrten Herrn Christophori Pierers/ I. U. D. und vornehmen Advocatens zum Schneeberg/ einig- und hertz-geliebtesten Söhnleins. Welches 21. Aprilis dieses 1652. Jahres Christlichen zur Erden bestattet worden. Zu betrachten vorgestellet/ in der Obern Stad-Kirchen/ bey Volckreicher Versamlung, Göpner, Zwickau 1652.